# Shakib Khan
Shakib Khan (en bengalí, শাকিব খান; romanización del bengalí: Shakib  Khan; pronunciaciónⓘ, (Daca, 28 de marzo de 1979) y también por las siglas SK, es un actor, productor, cantante y personalidad de los medios de Bangladés. En su carrera que abarca aproximadamente dos décadas, Khan ha sido el impulsor de la industria cinematográfica local contemporánea, ampliamente conocida como Dhallywood. Es conocido popularmente en los medios como "Rey Khan", "Rey de Dhallywood" y "Number One Shakib Khan" (inicializado como No1SK), también conocido como "Hermano de Dhallywood" (en referencia a su película de 2018 Bhaijaan Elo Re). Actualmente es el actor mejor pagado de Bangladés.
Después de su debut en la romántica acción de 1999 de Sohanur Rahman Sohan "Ananta Bhalobasha", Khan no lo llevó a la fama generalizada. Posteriormente, Khan se consolidó como uno de los actores más exitosos del cine Bengalí. Priya Amar Priya (2008), dirigida por Badiul Alam Khokon, en la que Khan interpretó a un estudiante universitario con una actitud descuidada, fue un gran éxito comercial en su carrera con 150 millones de takas y se convirtió en la segunda película más taquillera y le valió la mayor remuneración. El nuevo look de su Shikari le valió elogios de la audiencia y la crítica y fue declarado un éxito de taquilla en la taquilla y se convirtió en la película bengalí más taquillera de 2016. Su éxito de 2017 es Swatta y Nabab. Swatta ganó numerosos premios, incluidos cinco premios nacionales de cine, seis premios Bachsas, dos premios Meril Prothom Alo y le valió el cuarto premio nacional de cine y Nabab en la que interpretó a un agente de inteligencia de Bangladés y se convirtió en la película más taquillera de 2017 y se convirtió en una de las películas de Bangladés y Bengala Occidental más taquilleras de todos los tiempos. Su actuación enérgica y resurgimiento en la película fue elogiada tanto por la crítica como por el público. En 2019, Khan recibió 5 millones de takas por la película Nolok y se convirtió en el artista mejor pagado de la historia del cine bangladesí. Su propia producción Password recaudó ৳110 millones en su cuarto día de taquilla, que es la cuarta más taquillera de la historia.
Sus otras películas notables son la película dramática Shuva (2006), la romántica Amar Praner Swami (2007) y Bolbo Kotha Bashor Ghore (2009), la comedia romántica Adorer Jamai (2011), la acción romántica Don Number One (2012), drama Rajneeti (2017), el drama Bhaijaan Elo Re (2018), Chalbaaz (2018), el thriller sobrenatural Naqaab (2018) y el drama social BIR (2020).
Khan ha obtenido numerosos elogios en su larga carrera, incluidos cuatro premios nacionales de cine, ocho premios Meril Prothom Alo, tres premios Bachsas y cinco premios CJFB Performance. Ganó los Premios Nacionales de Cine al Mejor Actor cuatro veces por las películas Bhalobaslei Ghor Bandha Jay Na de 2010, Khodar Pore Ma de 2012, Aro Bhalobashbo Tomay de 2015 y Swatta de 2017.